# Bororos (Brasil)

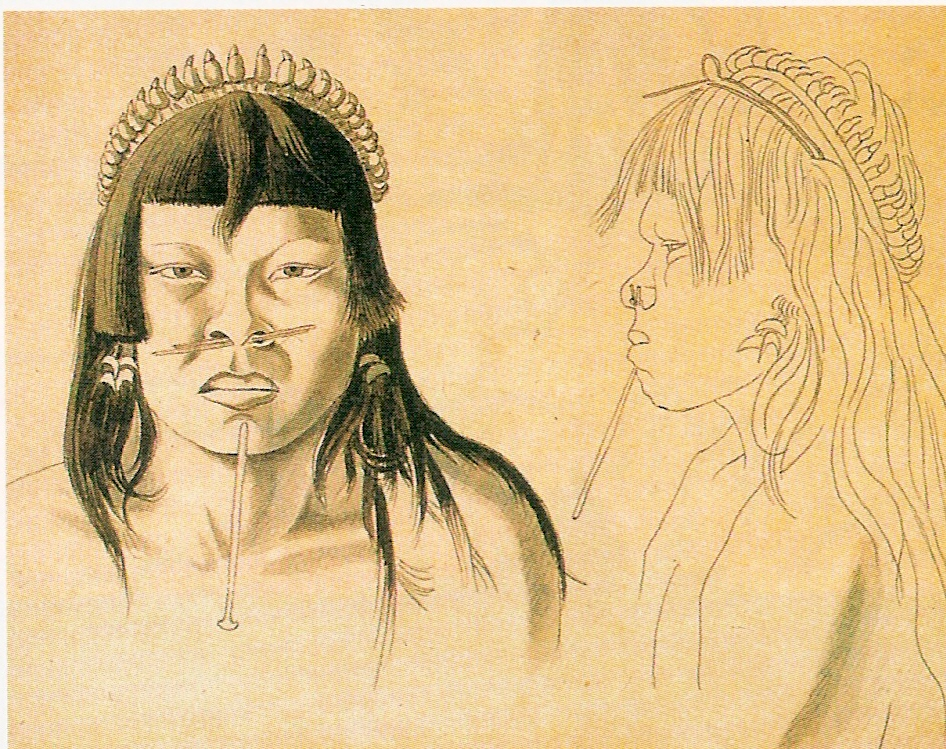
Retrato de un amerindio Bororo, por Hercule Florence, durante la expedición conducida en la Amazonia brasileña por el Baron von Langsdorf de 1825 a 1829.

Los bororos, conocidos también como « Coroados » o « Parrudos », son un pueblo indígena de la Amazonia, que habita principalmente en Brasil, en seis tierras indígenas demarcadas en el estado de Mato Grosso, pero con presencia en el estado de Goiás, así como también en el departamento de Santa Cruz, Bolivia. 
Los bororos se distinguen por la confección de objetos de artesanía y pinturas corporales particularmente ricas. El etnólogo belga Claude Lévi-Strauss vivió y estudió su sociedad en la segunda mitad de los años 1930.
La unidad política es la aldea (Boe Ewa), conformada por un conjunto de casas en un círculo, que tiene la casa de los hombres (Baito) como centro. Al lado occidental del Baito hay una plaza cerimonial, denominada Bororo. La clasificación de los individuos es hecha según su matrilinaje y su grupo residencial.